# Morodvis
Morodvis (en macédonien Мородвис) est un village de l'est de la Macédoine du Nord, chef-lieu de la municipalité de Zrnovtsi. Le village comptait 549 habitants en 2002. Il est connu pour les vestiges de Tsrkvichté, une ville médiévale découverte en 1980.
La ville de Tsrkvichté a été fondée pendant l'Antiquité et s’appelait à l'origine Morobizdon. Les fouilles ont notamment révélé une basilique et plus de 350 tombes du XIIe siècle, contenant des bijoux et des céramiques. La basilique conserve des restes de fresques et de mosaïque.

## Démographie
Lors du recensement de 2002, le village comptait :
- Macédoniens : 549
- Autres : 2